# Giuseppe Arena (musicista)
Giuseppe Arena (Malta, 1713 – Napoli, 6 novembre 1784) è stato un compositore e organista italiano di nascita maltese.
Dal 1725 al 1735 ricevette la sua formazione musicale al Conservatorio dei Poveri di Gesù Cristo di Napoli da Gaetano Greco prima e da Francesco Durante poi; tra i suoi compagni di studio ebbe il celebre Giovanni Battista Pergolesi. Diede la sua prima opera, Achille in Sciro, a Roma al Teatro delle Dame nel 1738. Rappresentò quindi altre sue opere a Torino, Venezia e Napoli, dove fu anche attivo come organista presso la chiesa di San Filippo Neri.

## Lavori
- Achille in Sciro (opera seria, libretto di Pietro Metastasio, 1738, Roma)
- La clemenza di Tito (opera seria, libretto di Pietro Metastasio, 1738, Teatro Regio di Torino) con Francesca Cuzzoni
- Il vello d'oro (opera, 1740, Roma)
- Artaserse (opera seria, libretto di Pietro Metastasio, 1741, nel Nuovo Teatro Regio di Torino) con Giovanni Carestini "Cusanino"
- Alessandro in Persia (Pasticcio-dramma per musica, 1741, King's Theatre di Londra)
- Tigrane (opera seria, libretto di Francesco Silvani revisionato da Carlo Goldoni, 1741, Venezia)
- Farnace (opera seria, libretto di Antonio Maria Lucchini, 1742, Roma)
- Il vecchio deluso (opera comica, libretto di Giuseppe Palomba, 1746, Napoli)
- Componimento per musica per la solennità del Corpus Domini (1765, Napoli)
- Christus per 2 soprani e basso continuo
- Ave Maria per soprano e organo